# Mónica G. Álvarez
Mónica González Álvarez (Valladolid, 1979) es una periodista, escritora y guionista española.

## Trayectoria
Periodista y columnista de opinión en La Vanguardia como experta en sucesos y tribunales con su sección de Las Caras del Mal, además de colaborar en programas de radio y televisión sobre dicha temática. También cuenta con una sección semanal sobre crónica negra en Madrid Directo, programa presentado por Nieves Herrero en Onda Madrid, e investiga Casos Reales para el podcast del género true crime ¿Hablas Miedo?, dirigido por Mona León Siminiani para Audible de Amazon.
En su faceta como escritora es autora de seis libros, cuatro de ellos ensayos de investigación entre los que destacan tres dedicados al Holocausto, temática que investiga desde hace más de diez años.

## Obra
- Cuentos hindúes. Desde el Índico a los Himalayas (2011; con Asha Mahan)
- Guardianas nazis. El lado femenino del mal (2012): con diez ediciones y traducido al italiano.
- Las claves de Infierno de Dan Brown (2013)
- Las caras del mal (2015), del género de crónica negra.
- Amor y horror nazi. Historias reales en los campos de concentración (2018): con tres ediciones.
- Noche y Niebla en los campos nazis. Historias heroicas de españolas que sobrevivieron al horror (2021): con dos ediciones.

## Reconocimientos
Medalla de oro del Foro Europa 2001 (2017)